# Бавыкино (Чеховский район)
Бавыкино — деревня в Чеховском районе Московской области, в составе муниципального образования сельское поселение Баранцевское (до 29 ноября 2006 года входила в состав Баранцевского сельского округа), деревня связана автобусным сообщением с райцентром и соседними населёнными пунктами.

## История
Первое упоминание села Бовыкина относится к 1401 году - оно упоминается в перечне земель, которые должна была унаследовать жена Владимира Храброго - Елена.
Село Бовыкино упомянуто в 1646 году в переписной книге Московского уезда .
В период 1646-1675 гг. большинство жителей села переселились на другой берег реки Лопасня, и новое место своего проживания стали называть деревня Бавыкино, а прежнее место, на котором осталась церковь и несколько дворов, в т.ч. двор священнослужителя, стали называть «Староспасским селом» или «Староспасским погостом».
В середине XVII века в окрестностях села были открыты месторождения каменного сырья, пригодного для изготовления ружейных кремней. По указу царя всея Руси Алексея Михайловича в 1650 году некий торговый человек Лучка Жуков должен был наладить добычу в окрестностях села Бавыкино и монастыря Давидова Пустынь для производства полумиллиона ружейных кремней. Заказ был выполнен и за него Лучка Жуков получил 500 тыс. рублей. Срочность и объем заказа потребовали привлечения большого числа рабочих из окрестных деревень, а масштаб добычи был такой, что монахи Давидовой пустыни писали жалобу царю о том, что из-за большого количества вырытых котлованов приходят в негодность пахотные угодья а также что рабочие портят уже посаженное зерно.

## Население
| 2002 | 2006 | 2010 |
| ---- | ---- | ---- |
| 10   | ↗14  | ↗46  |

## География
Бавыкино расположено примерно в 10 км на юго-восток от Чехова, на левом берегу реки Лопасня, высота центра деревни над уровнем моря — 166 м. На 2016 год в Бавыкино зарегистрирована 1 улица — Осенняя и 5 садовых товариществ.